# Corona gramínea

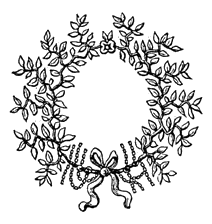
Representación de la corona gramínea.

En la Roma republicana y al comienzo del Imperio, se conoció por corona gramínea o corona obsidional (en latín corona obsidionalis o corona graminea) a la máxima y más rara condecoración militar. Estaba reservada únicamente a los generales o comandantes que salvaban a un ejército entero. La corona se hacía con flores, hierbas y cereales (de donde toma el nombre), incluyendo trigo, recogidos en el mismo campo de batalla y trenzadas. Era otorgada por el propio ejército al general que lo había salvado.
Plinio el Viejo habla de ella en su Naturalis Historia, explicando cómo era y cuándo se otorgaba. También hizo una lista de algunos de los personajes a los que les fue otorgada:
- Lucio Sicio Dentato.
- Publio Decio Mus recibió dos coronas: una de sus propias tropas y otra de las tropas cercadas que rescató.
- Fabio Máximo, por evitar la toma de Roma por el ejército de Aníbal.[3]
- Marco Calpurnio Flama.
- Publio Cornelio Escipión Emiliano.
- Gneo Petreyo Atinas, primus pilus durante la guerra contra los cimbros.
- Lucio Cornelio Sila, durante la guerra social en Nola.
- Quinto Sertorio, tras derrotar a unos rebeldes en Cástulo, otorgado por su ejército en 93 a. C.
- Augusto la recibió del Senado, pero supuso más bien un símbolo político.